# Puchar Świata w Zapasach 2017
Zawody Pucharu Świata w 2017 roku

## w stylu klasycznym rywalizowano w dniach 16 - 17 marca wAbadaniewIranie
| Poz. | Państwo     |
| ---- | ----------- |
|      | Rosja       |
|      | Azerbejdżan |
|      | Iran        |
| 4.   | Turcja      |
| 5.   | Niemcy      |
| 6.   | Ukraina     |
| 7.   | Kazachstan  |
| 8.   | Białoruś    |

## w stylu wolnym rywalizowano w dniach 15 - 17 lutego wKermanszahwIranie
| Poz. | Państwo           |
| ---- | ----------------- |
|      | Iran              |
|      | Stany Zjednoczone |
|      | Azerbejdżan       |
| 4.   | Turcja            |
| 5.   | Rosja             |
| 6.   | Mongolia          |
| 7.   | Turcja            |
| 8.   | Indie             |

## Styl wolny - kobiety

### Ostateczna kolejność drużynowa
| Poz. | Państwo           |
| ---- | ----------------- |
|      | Japonia           |
|      | Chiny             |
|      | Mongolia          |
| 4.   | Stany Zjednoczone |
| 5.   | Rosja             |
| 6.   | Ukraina           |
| 7.   | Azerbejdżan       |
| 8.   | Szwecja           |